# Alberghettijev zemljišnik
Alberghettijev zemljišnik, zemljišni katastar za Mletačku Dalmaciju koji je izradio mjernik Alessandro Alberghetti u razdoblju od 1725. do 1729. godine za područje Sinja i okolice (Territorio di Sign). Važan je za uvid u demografsko stanje Cetinske krajine u periodu nakon utvrđivanja nove granice prema Osmanskom Carstvu Požarevačkim mirom 1718. godine.